# Patiala (Staat)

Brief der Patiala-Post (1905)

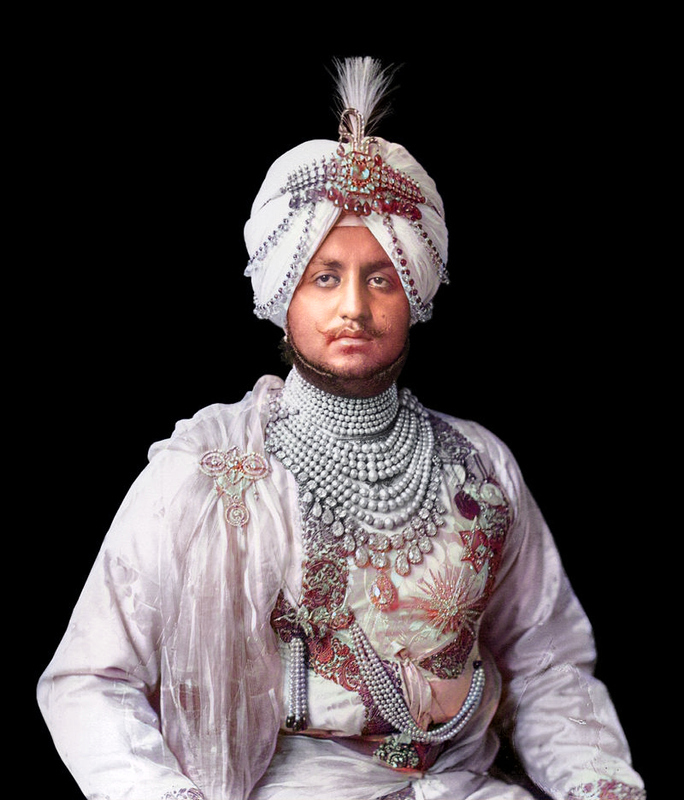
Sir Bhupinder Singh (2. Dezember 1891 – 23. März 1938)

Patiala war der größte der Sikh-Fürstenstaaten in den damals zu Punjab gehörigen Ausläufern des Himalaya in Britisch-Indien.

## Geschichte
Der Staatsgründer Ala Singh geriet bei der Schlacht nahe der damaligen Hauptstadt Barnala, die bei der Plünderung zerstört wurde, in Gefangenschaft und musste Ahmad Schah Durrani 400.000 Rs Lösegeld zahlen. Nach der Zerstörung von Sarhand ließ er die neue Hauptstadt Patiala erbauen. 1762 erhielt er den Titel eines Rajas. 1763 teilte die Föderation der Sikhs die Provinz Sirhind unter sich auf. Amar Singh (1765–81) wurde 1767 zu Raja Bahadur erhöht, gleichzeitig erhielt er als Zeichen der Souveränität eine Fahne und Trommel.
Sein Nachfolger Amar Singh bekam von Ahmad Schah den Titel Raja-e Rajgan und erweiterte das Fürstentum durch Eroberungen. Sahib Singh suchte im Kampf gegen den Sikh-Maharaja von Punjab Ranjit Singh britischen Schutz. Kaiser Akbar II. verlieh auf britische Empfehlung 1810 den Titel eines Maharajas. Patiala war dann 1809–1947 britisches Protektorat.
Der Fürstenstaat bestand aus mehreren getrennten Gebietsteilen und hatte 1941 eine Fläche von 15.389 km² und 1,9 Millionen Einwohner. Der Maharaja schloss sich am 15. Juli 1948 der Patiala and East Punjab States Union (PEPSU) an und vollzog am 20. August 1948 den Anschluss an Indien. Maharajadhiraja Sir Yavendra Singhji Mahendra Bahadur war Rajpramukh (Staatsoberhaupt) der PEPSU. Am 1. November 1956 wurden alle Fürstenstaaten aufgelöst und PEPSU Teil des Bundesstaates Punjab. Der südliche Teil mit Narnaul kam 1966 zum Bundesstaat Haryana.
Patiala hatte 1884–1950 eine eigene Staatspost; aufgrund der Postkonvention mit der britisch-indischen Post wurden britisch-indische Briefmarken mit Aufdruck des Landesnamens verwendet.

### Stammbaum der Dynastie
Die Dynastie stammt von den königlichen Rajputen ab, deren Urvater Jaisal, Begründer von Jaisalmer, ist und dessen Nachfahr Sidhu (Sidhu Jat-Klan) ebenfalls zum Stammvater der Dynastien der Staaten Faridkot, Atari, Kaithal, Gumbha, Sidhuwal und Aranauli (mithin des gesamten östlichen Punjab) ist. Aus dem Hause der Phul, stammen die Herrschergeschlechter mehrerer Fürstenstaaten.
Phul († 1652), dessen Söhne (* = Haupterbe):
1. Generation
1. Thiloka, dessen ältester Sohn Gurditta war Begründer des Hauses von Nabha, die Nachfahren des jüngeren Sukchen regierten Jind(h)
2. * Rama
3. Raghu
4. Chanu
5. Jhandu
6. Thakat Mal

die drei jüngsten bilden zusammen die Stammväter der Häuser von Laudgharia.
2. Generation
1. Dunar, Stammvater der Herren von Bhadaur
2. Subha, dessen Sohn Jodh blieb ohne Nachfahren
3. * Ala Singh († 1765; reg. ab 1752)
4. Bakhta wurde Stammvater der Herrscher von Malod
5. Budha
6. Ladha

3. Generation
1. * Sardul Singh († 1753)
2. Bhumian Singh († 1742)
3. Lal Singh († 1748)

4. Generation
1. Himat Singh († 1774)
2. * Amar Singh († 1781)

5. Generation
1. Budh Singh
2. * Sahib Singh († 1813). Ab 1809 britisches Protektorat.

6. Generation
1. * Karam Singh (reg. ab 1823, † 1848 [?1845]). Gebietsgewinne nach Nepalkrieg: Teile der Staaten Keothal und Baghat. 1845/46 Teile von Nabha
2. Jit (ohne Nachfahren)

7. Generation
1. * Narindar Singh († 1862). Gebietsgewinne nach 1857, auch Lehnsherr über Bhadaur
2. Dip Singh († 1862)

8. Generation
1. * Mohindar Singh († 1876, 23-jährig)

9. Generation
1. * Rajindar Singh (1872–1900; reg. ab 1890), verh. mit einer Tochter des Sardar Kishan Singh im Nov. 1888
2. Kanwar Ranbir Singh (* 1873); verh. mit einer Tochter des Sardar Lahna Singh 1889

10. Generation
1. * Bhupinder Singh (2.10.1891–23.03.1938; = Bhupendra Singh[4]), Kanzler der Chamber of Princes 1926–31. Als Herrscher entsprach der hervorragende Cricketspieler dem Klischee eines exzentrischen Maharajas. Er war mindestens zehnmal verheiratet und hatte etliche Konkubinen. Hauptfrau war Kaur Sahiba (1892–1960) seit 1908.
2. Von seinen geschätzten 88 Kindern überlebten ihn mindestens 53.

11. Generation
1. * Yadavindra Singh (1913–1974; reg. 23.03.1938–05.05.1948[5]), Juni 1947 kurzzeitig Kanzler der Chamber of Princes. 1948–31.10.1956 Rajpramukh von Patiala und East Punjab States Union.
2. Bhalindra Singh

Der Sohn Yadavindras, Amarinder Singh (* 1948) war 2002–07 Chief Minister von Punjab. Der Moti Bagh-Palast, der unter Bhupinder Singh einen Gleisanschluss für seinen Privatzug erhielt, ist heute ein Museum.